# مشرجة (القفر)

تعديل مصدري - تعديل

مشرجة محلة تابعة لقرية مشرعة، التابعة لعزلة بني عمر العالي بمديرية القفر إحدى مديريات محافظة إب في الجمهورية اليمنية، بلغ تعداد سكانها 78 حسب تعداد اليمن لعام 2004.